# Грецько-французькі відносини
Відносини Франції та Греції, або франко-грецькі відносини — це зовнішні відносини між Францією та Грецією. У сучасний час обидві країни встановили дипломатичні відносини у 1833 році, через три роки після незалежності Греції. Франція та Греція, завдяки міцним культурним та історичним зв'язкам, десятиліттями мали традиційно міцні та особливі стосунки та стратегічний альянс, і сьогодні вони також мають міцні дипломатичні відносини.
Дві країни є країнами- членами ЄС, ООН та НАТО які співпрацюють у багатьох інших багатосторонніх організаціях, таких як Франкофонія, Організація з безпеки і співробітництва в Європі та Середземноморський союз.

## Порівняння країн
|                    | Франція                                                                           | Греція                                                  |
| ------------------ | --------------------------------------------------------------------------------- | ------------------------------------------------------- |
| Населення          | 66,993,000                                                                        | 10,741,165                                              |
| Площа              | 640,679 км2                                                                       | 131,990 км2                                             |
| Густота населення  | 123/км2                                                                           | 81/км2                                                  |
| Столиця            | Париж                                                                             | Афіни                                                   |
| Найбільше місто    | Париж — 2,234,105 (метрополійна територія 12,161,542)                             | Афіни — 664,046 (метрополійна територія 3,781,274)      |
| Уряд               | Унітарна напівпрезидентська конституційна республіка                              | Унітарна парламентська конституційна республіка         |
| Офіційна мова      | Французька (де-факто та де-юре)                                                   | Грецька (де-факто та де-юре)                            |
| Основні релігії    | 58 % християнство, 31 % нерелігійні, 7 % іслам, 1 % юдаїзм, 1 % буддизм, 2 % інші | 93 % християнство, 4 % нерелігійні, 2 % іслам, 1 % інші |
| ВВП (ДПП)          | 2.960 трлн. дол., 43,550 дол. на душу населення                                   | 312 млрд. дол., 27,776 дол. на душу населення           |
| ВВП (номінальний)  | 2.774 трлн. дол., 39,932 дол. на душу населення                                   | 218 млрд. дол., 18,637 дол. на душу населення           |
| Чисельність громад | 9,908                                                                             | 35,000                                                  |
| Військові витрати  | 62,5 млрд дол.                                                                    | 4,0 млрд дол.                                           |

## Історія

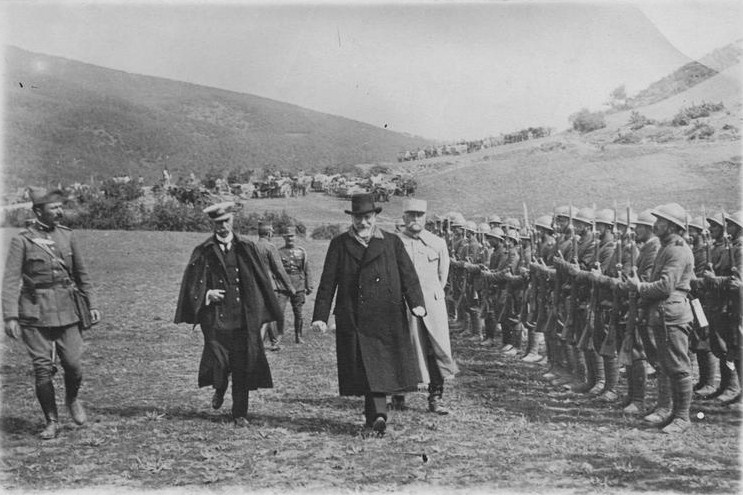
Елефтеріос Венізелос з адміралом Кунтуріотіс та французьким генералом Морісом Саррайлем оглядають ділянку армії союзників на македонському фронті під час Першої світової війни.

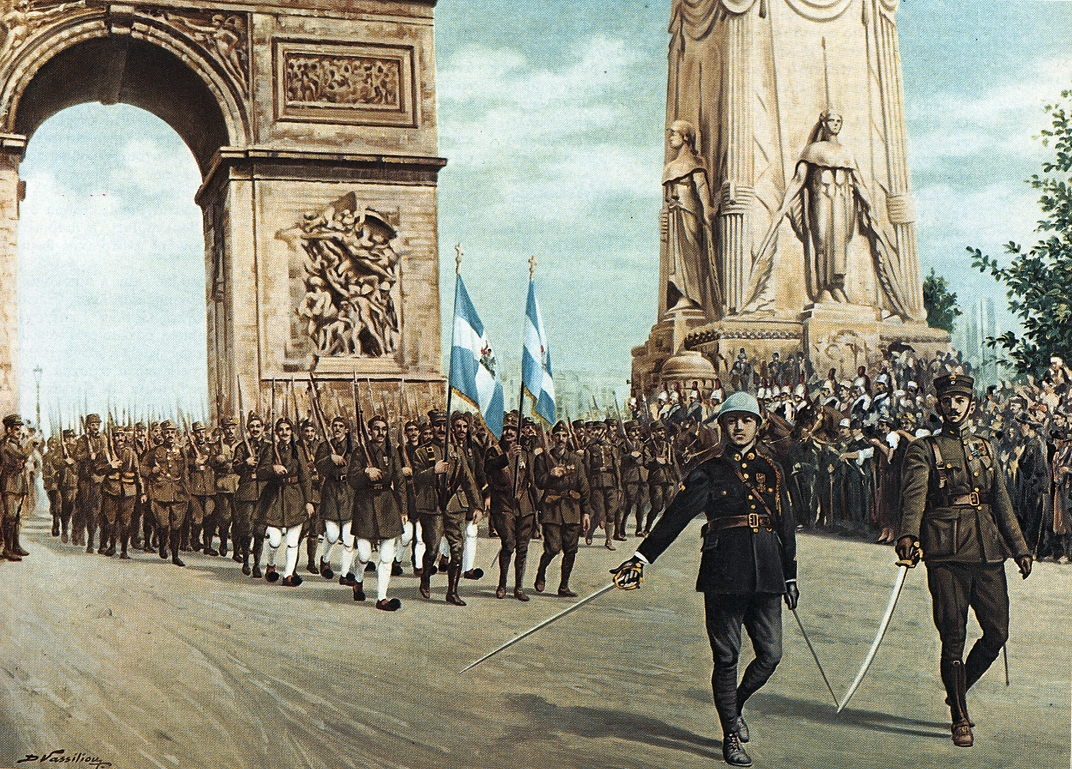
Картина із зображенням грецьких військових частин на параді Перемоги Першої світової війни в Тріумфальній арці в Парижі в липні 1919 року

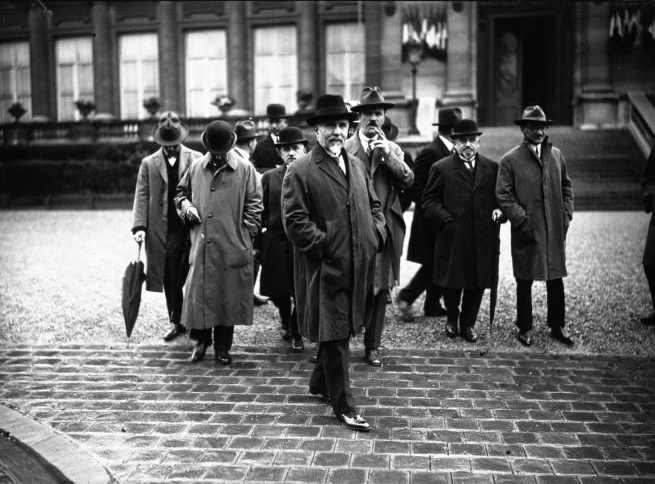
Посол Греції у Франції Александрос Карапанос під час дискусій у Парижі в Лізі Націй у 1925 році

Відносини тягнуться до класичної античності, коли в передримській Галлії були створені давньогрецькі колонії (див. Греки в передримській Галії), найважливішою з яких є Массілія (грецька: Μασσαλία, французька: Marseilles), розташована на південному сході Франції (яке сьогодні є найстарішим містом країни, а також другим за величиною за кількістю населення). З Массілії та інших грецьких колоній грецькі товари та елементи грецької цивілізації, включаючи монети, поширюються у внутрішні місця (див. Греки в передримській Галії). Галли, в свою чергу, стали частиною елліністичного світу після ІІІ століття до нашої ери, після галльської навали на Балкани та встановлення їх у Галатії в Малій Азії.
У середні віки французькі хрестоносці відігравали головну роль у Четвертому хрестовому поході та створили в Греції кілька держав після розпаду Візантійської імперії у 1204 році. Це почалося в Греції після періоду, відомого як Frankokratia («франкократія»). Основними французькими хрестоноськими державами було Ахейське князівство та Афінське герцогство, а інші західноєвропейські держави були переважно італійськими (ломбардські, венеційські чи генуезькі).

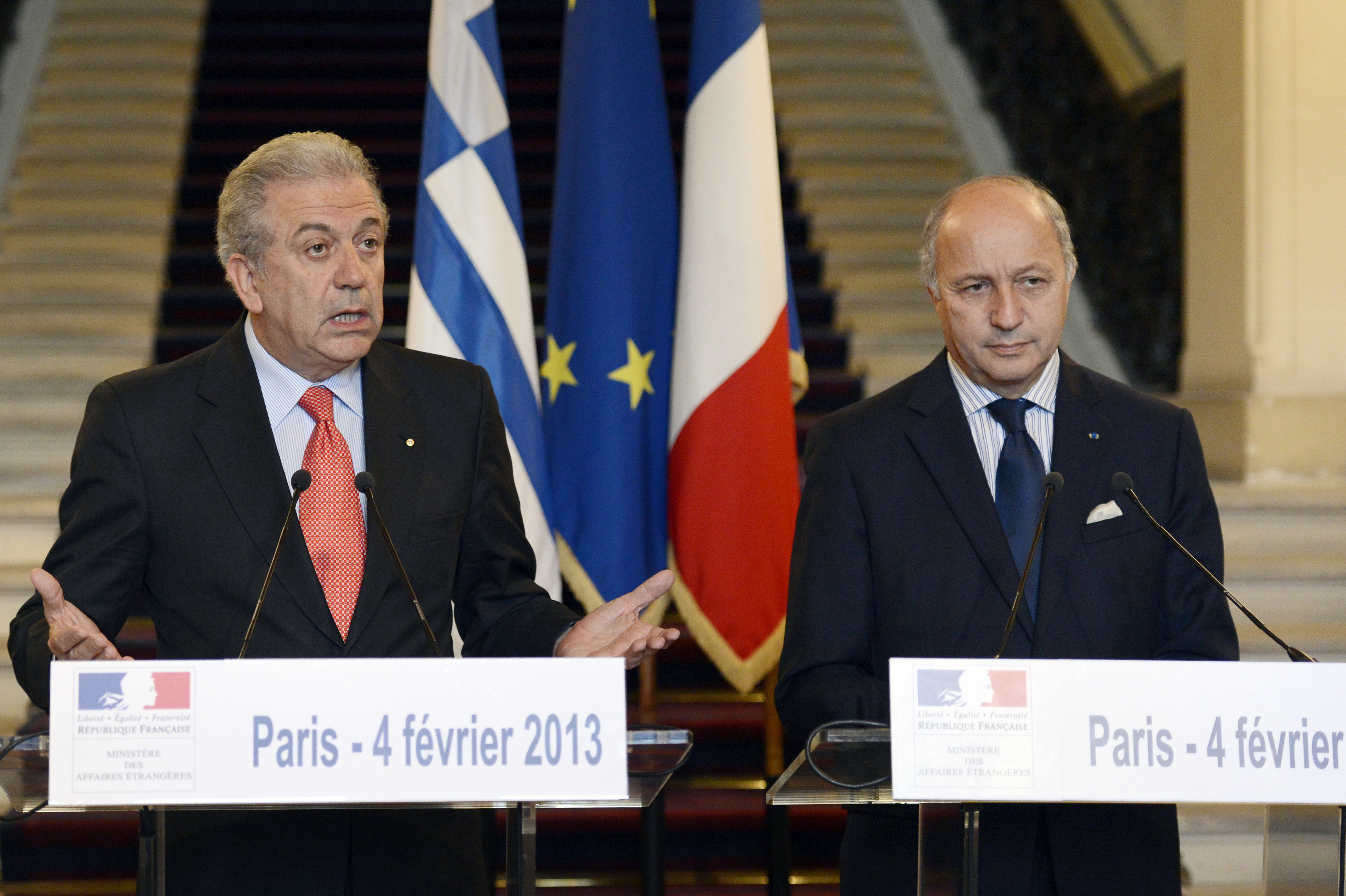
Міністр закордонних справ Греції Дімітріс Аврамопулос та міністр закордонних справ Франції Лоран Фабіус на спільній прес-конференції в Парижі в лютому 2013 року

У сучасну епоху французьке просвітництво та ідеї Французької революції вплинули на головних мислителів сучасного грецького просвітництва, таких як Адамантіос Кораїс (який жив у Франції) та Рігас Фереос, сформували ідеологічну основу грецької війни за незалежність. Французькі війська також окупували Іонічні острови під час Наполеонівських війн, прокладаючи шлях першій незалежній грецькій державі Нового часу — Республіці Семи Островів. Під час грецької війни за незалежність, яка розпочалася в 1821 році, французькі філелліни відігравали важливу роль, надаючи потрібну військову експертизу та пропагуючи справу незалежності Греції за кордоном. Серед найважливіших був Шарль Ніколя Фаб'єр, батько сучасної грецької регулярної армії. Французькі кораблі також брали участь у вирішальній битві за Наваріно, яка забезпечила грецьку незалежність, і французький експедиційний корпус висадився в Греції в 1828 році, щоб допомогти очистити країну від залишків османських гарнізонів.
Разом з Великою Британією та Росією, Франція стала однією з держав-гарантів незалежного Грецького королівства. Це знайшло своє відображення у внутрішній політиці Греції під час правління короля Оттона, коли французька партія відреагувала на вплив з конкуруючою англійською та російською партіями. Британія поступово зайняла домінуюче становище у грецьких справах після 1860-х років, але Франція все ще зберігала міру впливу, особливо у військовій справі, де французькі військові місії були покликані модернізувати грецькі військові (у 1884–87 та 1911–14). Франція також відіграла провідну роль у зусиллях щодо залучення Греції до Першої світової війни, залучившись до «Національного розколу» на боці прем'єр-міністра Елефтеріоса Венізелоса. Французькі війська, працюючи разом з венізелістами, протистояли проти роялістських сил в Афінах, і, нарешті, у червні 1917 р. Допомогли знищити німецькофільного короля Костянтина. Прогрецька політика французького уряду, така як профранцузька політика Греції, була відмінена після виборчої поразки Венізелоса в листопаді 1920 року та повернення Костянтина, після чого Франція підтримала турецьких націоналістів Кемаля Ататюрка у своїй війни проти Греції.
Дві країни були союзниками також під час Другої світової війни. Багато політичних вигнанців, переважно ліві, знайшли притулок і у Франції під час грецької військової хунти.

## Двосторонні відносини та співробітництво

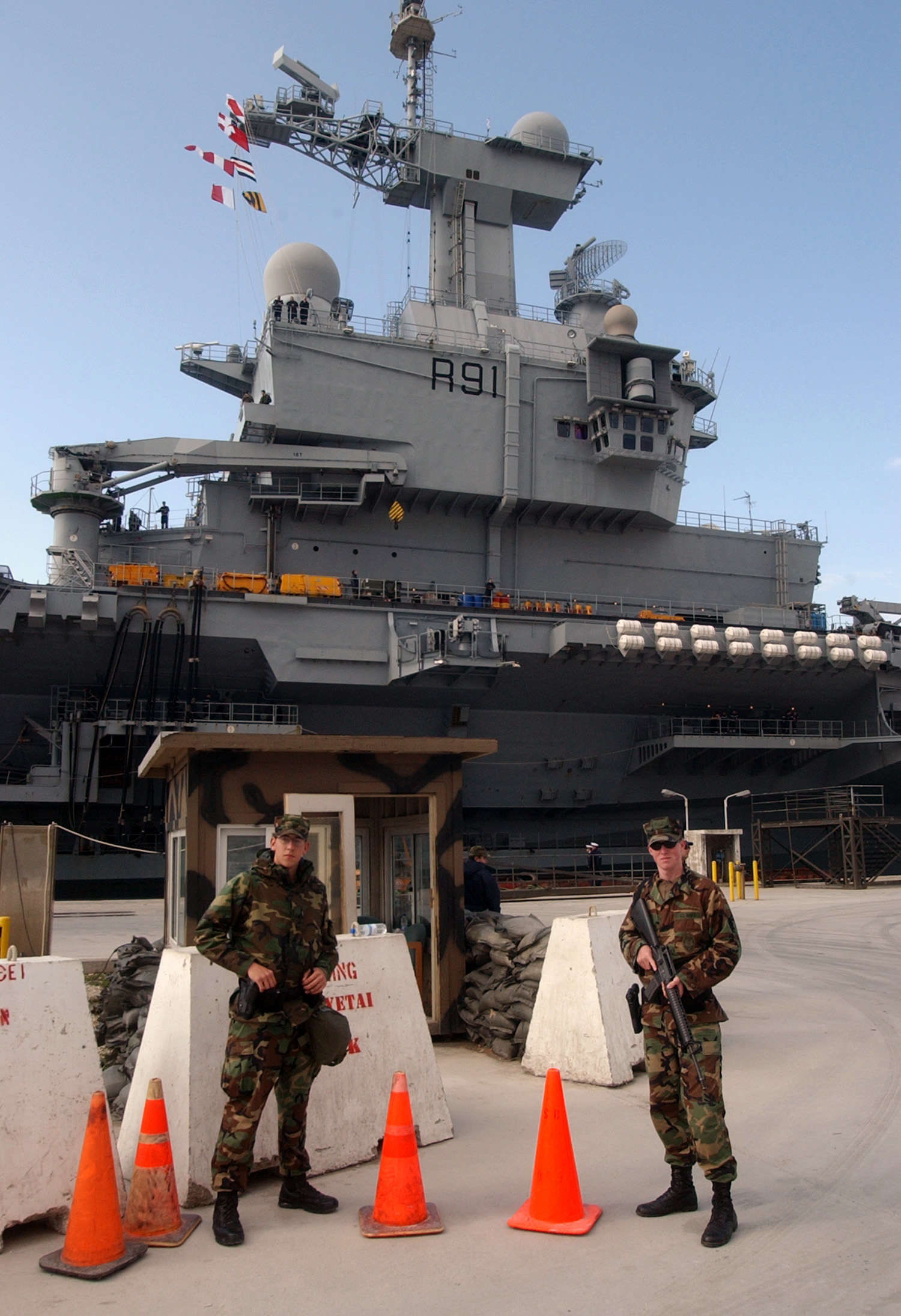
Французький авіаносець FS Charles DeGaulle (R 91), під час стоянки в бухті Суда в Греції. 2003 рік

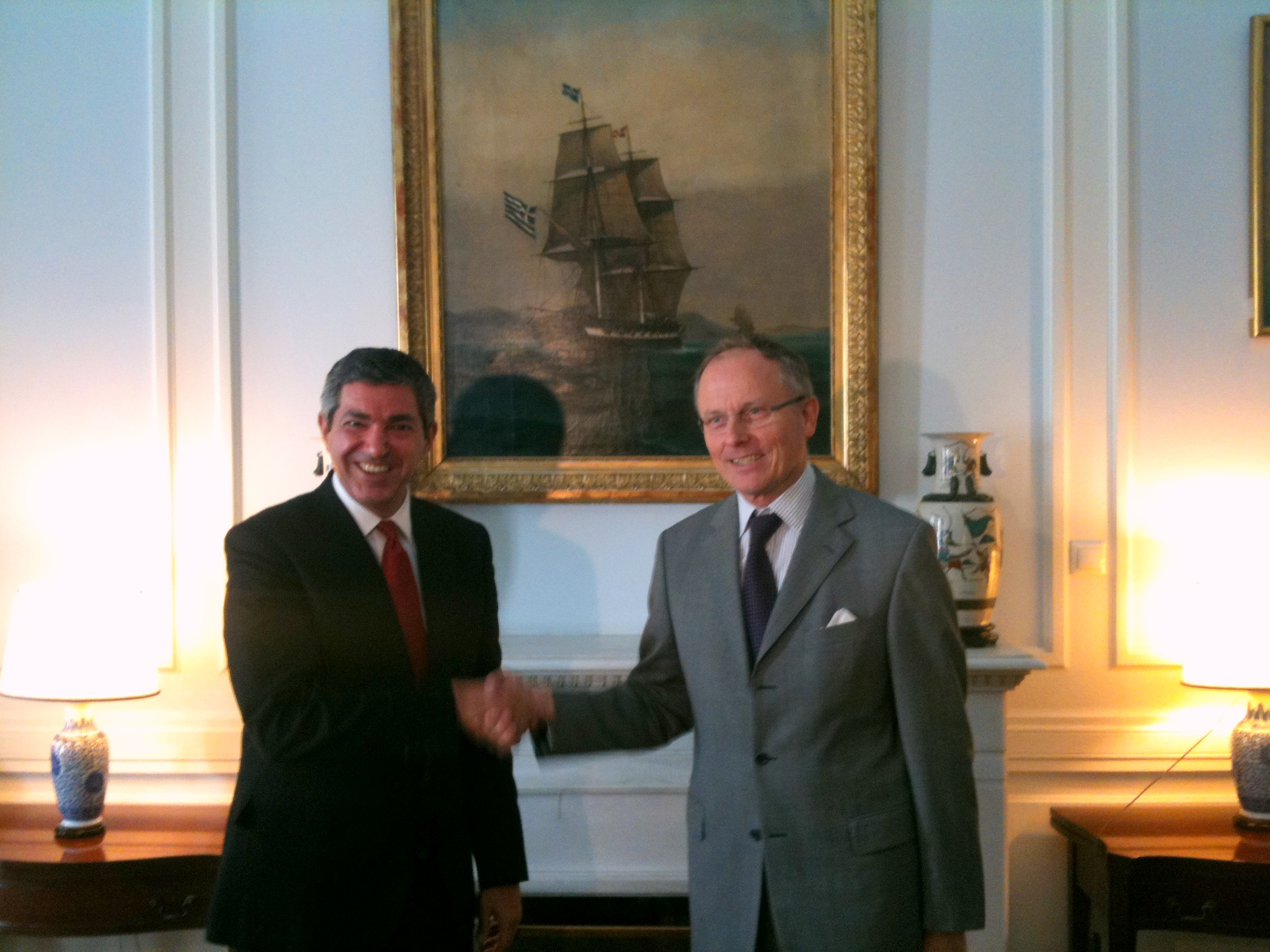
Міністр закордонних справ Греції Ставрос Ламбрінідіс із послом Франції Жаном-Лупом Куном-Делфорге у жовтні 2011 року

Франція та Греція були союзниками під час обох світових воєн, і корейської, і холодної війни, і ніколи не були ворогами один одного. Дві країни десятиліттями мали дружній та стратегічний альянс і є повноправними членами багатьох міжнародних організацій, включаючи ООН, Європейський Союз, НАТО, СОТ та ОБСЄ. Греція є повноправним членом організації Франкофонія з 2004 року. Відбуваються регулярні візити на високому рівні між двома країнами та часті контакти між двома главами держав. Франція та Греція співпрацюють у багатьох сферах, включаючи культурну, наукову, судову та військову. Кілька грецьких міст, особливо Аргос та Афіни, є місцями для французьких шкіл археологічних та історичних досліджень, де студенти обох країн навчаються та співпрацюють у сферах археології та історії.
Той факт, що 3 французькі президенти (Де Голль, Саркозі та Олланд) були унікальними зарубіжними лідерами (разом з Ейзенхауером та Бушем) в історії сучасної Греції, які мали честь звернутися до грецького парламенту, є чіткою сертифікацією довгий живий зв'язок між двома народами.

### Військове співробітництво
Франція та Греція мають дуже тісне військове співробітництво, причому обидві країни щорічно беруть участь у різних військових навчаннях та навчаннях у Східному Середземномор'ї, а також з іншими країнами, такими як Італія, Єгипет та Ізраїль . До таких вправ належать «Медуза 2016» та Операція «Яскрава зірка». Крім того, ВМС Франції та грецький ВМС тісно співпрацюють у питаннях, що стосуються безпеки широкого Середземноморського регіону, з флагманом ВМС Франції, авіаносцім Charles DeGaulle, періодично відвідуючи морську базу в бухті Суда, в єдиному глибоководному порту, здатній підтримувати найбільших авіаносців у всьому регіоні.
У сучасний час Греція придбала ряд французьких систем озброєння: швидкісні ударні катера La Combattante IIa, III і IIIb, танки AMX-30 і бойові машини піхоти AMX-10, а також винищувачі Mirage F1C і Mirage 2000. У 2009 році було оголошено про придбання шести фрегатів FREMM, але так і не було здійснено через грецьку боргову кризу. У 2019 році розпочалися переговори між грецьким та французьким урядами щодо придбання фрегатів типу BELH@RRA.

## Грецько— французький союз
Гасло «Grèce-France: Alliance» (також грецькою мовою: Hellas Gallía Symmachía, Ελλάς Γαλλία Συμμαχία) простежує коріння назад до політичної та дипломатичної допомоги, яку Франція надала Греції під час повернення до демократії у 1974 р. і нині часто використовується для позначення глибоких історичних, культурних та політичних відносин та тісного дипломатичного співробітництва між двома країнами.

## Помітні відвідування
- 1954; Офіційний візит прем'єр-міністра Греції Александроса Папагоса до Парижа.
- 1963; Державний візит президента Французької Республіки п. Шарля де Голля до Афін.
- 1975; Офіційний візит президента Франції Валері Жискар д'Естен до Греції.
- 1979; Другий візит президента Франції Валері Жискар д'Естен до Афін.
- 1982; Офіційний візит президента Французької Республіки п. Франсуа Міттерана до Афін.
- Листопад 2000; Офіційний візит президента Французької Республіки п. Жака Ширака до Афін.
- Квітень 2003; Офіційний візит президента Французької Республіки п. Жака Ширака до Салонік.
- Червень 2008; Офіційний візит президента Французької Республіки п. Ніколя Саркозі до Афін.
- Лютий 2013; Офіційний візит президента Французької Республіки п. Франсуа Олланда до Афін.
- Жовтень 2015; Державний візит президента Французької Республіки п. Франсуа Олланда до Греції.
- Вересень 2017; Офіційний візит президента Французької Республіки п. Еммануеля Макрона до Афін.

## Постійні дипломатичні представництва
- У Франції є посольство в Афінах та генеральне консульство в Салоніках.
- У Греції є посольство в Парижі та генеральне консульство в Марселі.